# R. K. Selvamani
R. K. Selvamani (en tamoul : ஆர். கே. செல்வமணி) est un réalisateur, scénariste et producteur de cinéma indien, né le 21 octobre 1965 à Chingleput. Il est connu pour ses films de genre policier ou whodunit,.

## Filmographie
| Année | Film                | Crédité pour | Crédité pour | Crédité pour | Langue   | Notes |
| Année | Film                | Réalisation  | Scénario     | Production   | Langue   | Notes |
| ----- | ------------------- | ------------ | ------------ | ------------ | -------- | ----- |
| 1990  | Pulan Visaranai     | Oui          | Oui          | Non          | Tamoul   |       |
| 1991  | Captain Prabhakaran | Oui          | Oui          | Non          | Tamoul   |       |
| 1992  | Chembaruthi         | Oui          | Oui          | Non          | Tamoul   |       |
| 1993  | Pon Vilangu         | Non          | Oui          | Non          | Tamoul   |       |
| 1994  | Athiradi Padai      | Oui          | Oui          | Non          | Tamoul   |       |
| 1994  | Kanmani             | Oui          | Oui          | Non          | Tamoul   |       |
| 1995  | Raja Muthirai       | Oui          | Oui          | Non          | Tamoul   |       |
| 1995  | Makkal Aatchi       | Oui          | Oui          | Non          | Tamoul   |       |
| 1995  | Asuran              | Non          | Oui          | Oui          | Tamoul   |       |
| 1996  | Rajali              | Non          | Oui          | Oui          | Tamoul   |       |
| 1997  | Adimai Changili     | Oui          | Oui          | Non          | Tamoul   |       |
| 1997  | Arasiyal            | Oui          | Oui          | Non          | Tamoul   |       |
| 1999  | Rajasthan           | Oui          | Oui          | Non          | Télougou |       |
| 2001  | Durga               | Oui          | Oui          | Non          | Télougou |       |
| 2007  | Kuttrapathirikai    | Oui          | Oui          | Non          | Tamoul   |       |
| 2015  | Pulan Visaranai 2   | Oui          | Oui          | Non          | Tamoul   |       |